# アラン・シモンセン
アラン・ロデンカム・シモンセン（Allan Rodenkam Simonsen, 1952年12月15日 - ）は、デンマーク・ヴァイレ出身の元同国代表サッカー選手、サッカー指導者。ポジションはFW。現役時代にはボルシアMGやFCバルセロナに在籍し、前者では1975年と1979年にUEFAカップを制した。後者では1982年にUEFAカップウィナーズカップ優勝を経験した。シモンセンはヨーロピアン・カップ、UEFAカップ、UEFAカップウィナーズカップそれぞれの決勝で得点を挙げた史上唯一の選手である。1977年には個人タイトルにおける最高の名誉であるバロンドールを受賞した。
デンマーク代表としては55試合に出場し、20得点を記録した。出場したメジャー大会は1972年ミュンヘンオリンピック、UEFA欧州選手権1984、1986 FIFAワールドカップなどである。2008年11月、デンマークサッカー界殿堂入りを果たした。

## クラブ経歴
デンマークのヴァイレで生まれ、地元アマチュアクラブのヴァイレFCを経て1963年、ヴェイレBKの下部組織に加入した。1971年3月24日、3-1で勝利したKBカールスクーガFFとのホームゲームでプロデビューを果たした。ヴェイレでは1971年と1972年にデンマーク・スーペルリーガを2連覇し、1972シーズンにはデンマーク・カップも制してリーグ戦とカップ戦の2つに優勝し、ダブルを達成した。同年1972年に開催されたミュンヘンオリンピックでは6試合で3ゴールを記録し、その夏、シモンセンの才能に着目したドイツ・ブンデスリーガのボルシア・メンヒェングラートバッハが彼を獲得した。

### ボルシアMG

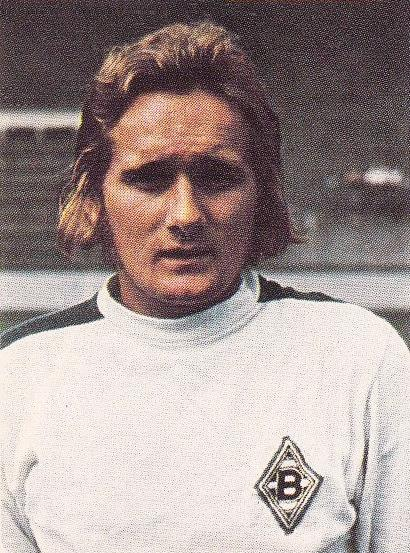
アラン・シモンセン (1976年)

ボルシアMGでの最初の2シーズンはシモンセンにとって厳しいものとなり、2シーズンで通算16試合出場3ゴールという記録に終わってしまった。しかし、クラブは1972-73シーズンにDFBポカールを制している。1974-75シーズンからはスタメンに定着し、このシーズンを34試合出場18ゴールという好記録で締めくくり、UEFAカップでは12試合で10得点を挙げて見せた。UEFAカップ決勝はオランダのFCトゥウェンテが相手だったが、この試合でシモンセンは2ゴールを挙げ、5-1での大勝に貢献している。翌シーズンもブンデスリーガで16ゴールを達成。クラブはリーグ2連覇達成。このシーズンに参加したヨーロピアン・カップでは準々決勝でレアル・マドリードに敗れるまでの6試合で4ゴールを記録している。
1977年はシモンセンにってキャリア最高の年となった。1976-77シーズンのヨーロピアン・カップでは、リヴァプールFCとの決勝にまでクラブを導いた。その決勝では先制されたものの、力強いミドルシュートで一時同点にまで試合を持ち込ませた。しかし、その後2失点を喫し、結果3-1で敗北した。ヨーロピアン・カップは準優勝に終わったが、同年にバロンドールを受賞。デンマーク人選手としては史上初の快挙であった。この年のバロンドールは接戦となっていて、2位のケヴィン・キーガンとは3ポイント差、3位のミシェル・プラティニとは4ポイント差とかなり僅差の勝負だった。
受賞後2シーズンも変わらず高い得点力を見せつけ、クラブも2位、8位と上位陣に留まっていた。1979年にはUEFAカップ優勝。この大会でシモンセンは8試合8得点という驚異的なペースで得点を量産していた。決勝ではセルビアのレッドスター・ベオグラードと対戦し、試合を決める決勝ゴールを挙げた。1978年、FCバルセロナからの関心が報じられ、翌年の1979年にユヴェントスFCやハンブルガーSVからのオファーを断って、FCバルセロナに移籍した。

### バルセロナ
シモンセンは3シーズンの輝かしいシーズンをバルセロナで送った。移籍後最初のシーズン、シモンセンはチームトップの10ゴールを挙げてクラブのリーグ4位フィニッシュに貢献した。翌シーズンはメンバーが大幅に入れ替わったが、安定した活躍を披露し、リーグ戦は準優勝、カップ戦ではバルセロナでの初タイトルとなるコパ・デル・レイを獲得した。シモンセンは2シーズン目も10ゴールを記録し、キニの20ゴール、ベルント・シュスターの11ゴールに次ぐ得点数だった。バルセロナでのラストシーズンとなった1981-82シーズン、クラブはUEFAカップウィナーズカップ決勝でベルギーのスタンダール・リエージュと対戦し、その試合で決勝ゴールを決めたシモンセンはバルセロナでの2つ目のタイトルを得た。

### チャールトン・アスレティック
1982年にバルセロナにディエゴ・マラドーナが加入すると、当時スペインリーグが制定していたスタメン11人に立てる外国人選手は2人までという規則により、2つしかない枠をマラドーナ、シュスター、シモンセンの3人で争うこととなり、シモンセンはマラドーナとシュスターが優先されたことに不満を抱いた。新天地を求めるようになったシモンセンは、1982年10月、イングランド2部リーグのチャールトン・アスレティックFCに移籍した。この時、レアル・マドリードやトッテナム・ホットスパーFCからもオファーがあった。チャールトンで16試合9ゴールを記録し、チームの中心選手として活躍していたが、チャールトンは金銭面でトラブルを抱えるようになり、シモンセンを移籍市場に売り出すことでこの問題を解決しようと試みた。最終的には古巣ヴェイレBKがシモンセンを獲得した。

### ヴェイレBK

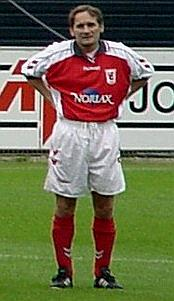
ヴェイレBKでのシモンセン (2000年)

古巣に復帰したシモンセンは、1984シーズンの後半戦を怪我で棒に振りはしたが、クラブはリーグ優勝を果たした。しかし、それ以降、全盛期のプレーを見せられることなく1989年に39歳で現役を引退した。

## タイトル

### クラブ
- UEFAチャンピオンズカップ準優勝：1回 (1976-77)
- UEFAカップウィナーズカップ優勝：1回 (1981-82)
- UEFAカップ優勝：2回 (1974-75, 1978-79)
- UEFAカップ準優勝：1回 (1972-73)
- デンマーク・スーペルリーガ優勝：3回 (1970-71, 1971-72, 1983-84)
- ドイツ・ブンデスリーガ優勝：3回 (1974-75, 1975-76, 1976-77)
- デンマーク・カップ優勝：1回 (1971-72)
- ドイツ・カップ優勝：1回 (1972-73)
- スペイン国王杯優勝：1回 (1980-81)
- ドイツ・スーパーカップ優勝：1回 (1975-76)

### 個人
- バロンドール：1回（1977年）
- UEFAチャンピオンズカップ得点王：1回 (1977-78)
- UEFAカップ得点王：1回 (1978-79)

## 代表歴
- デンマーク代表 通算：55試合 20得点
  - 代表デビュー：1972年7月3日 vs アイスランド戦（5-2、2得点）
  - 欧州選手権1984出場 1試合 無得点
  - 1986年メキシコW杯出場 1試合 無得点